# Barranca Campeche
Barranca Campeche är en ort i Mexiko.   Den ligger i kommunen Santiago Amoltepec och delstaten Oaxaca, i den sydöstra delen av landet, 400 km sydost om huvudstaden Mexico City. Barranca Campeche ligger 892 meter över havet och antalet invånare är 155.
Terrängen runt Barranca Campeche är bergig åt nordväst, men åt sydost är den kuperad. Runt Barranca Campeche är det ganska glesbefolkat, med 45 invånare per kvadratkilometer. Närmaste större samhälle är Piedra del Tambor, 3,3 km öster om Barranca Campeche. I omgivningarna runt Barranca Campeche växer huvudsakligen savannskog.